# Mancos Opera House
 (novembre 2019).
La Mancos Opera House est un opéra américain situé à Mancos, dans le comté de Montezuma, au Colorado. Elle est inscrite au Registre national des lieux historiques depuis le 7 janvier 1988.